# Валона
Валона (алб. Vlorë или Vlora, грч. Αυλώνας, тур. Avlonya) је град у Албанији у истоименој области. Налази се на обали Јонског мора и друга је највећа лука у Албанији. Према попису из 2023. било је 66.320 становника.
Универзитет у Валони је други по величини у земљи са око 15.000 студената. Основан је 1994.

## Географија
Валона се налази у истоименој области и региону. Град је смештен на узвишици изнад Валонског залива Јадранског мора, скоро потпуно окружен планинама. Лука у Валони је најближа луци Бари у Италији и само 70 км од обале Салента. У близини града налази се острво Сазан, које се налази на улазу у Валонски залив.

## Историја
Град је основан као грчка колонија Аулон (Αυλών) (у преводу Долина) у 6. веку пре нове ере. Валона је постала седиште римске епископије у 5. веку, а од 733. године је под контролом Цариградске патријаршије. Валона је био град око кога су се сукобљавали Нормани из Краљевства Сицилије и Византијско царство. Српско царство је заузело Валону 1345. године и ту основало аутономну кнежевину. Балша Балшић је женидбом постао 1372. године господар Валоне и Берата. Након распада српског царства, Валона је постала престоница српске државе која је обухватала подручје данашње јужне Албаније којом су владали Мркша Жарковић, а потом Руђина Балшић. Павле Ровински је записао да су у Љешу и Драчу и у 14. веку владали Радићи и Јурасовићи, све до Авлоне. Отоманско царство је преузело власт 1417. године. У 16. веку овде су стигле многе сефардске избеглице из Шпаније и Португала.
У Валони је 28. новембра 1912. године проглашена Албанска декларација о независности. Тада је град, накратко, био престоница Албаније. Италијани су окупирали град 1914. и држали га до 1920. године. Српска војска која се током Првог светског рата повлачила преко албанских планина, евакуисана је бродовима из Драча и Валоне 1916. године. Фебруара 1916. године пописано је у том граду 51.564 српских избеглица. Италијани овде поново владају од 1939. до 1944. године. За то време у Валони је била база за подморнице коју су Британци тешко бомбардовали. После Другог светског рата, лука је изнајмљена да служи као подморничка база Совјетског Савеза. База је прешла у Албанске руке 1961. када се Енвер Хоџа политички окренуо ка Кини, а Албанија иступила из Варшавског пакта.

## Економија
Валона је првенствено важна лука и трговачки центар. Значајни су још риболов и индустрија. Регија око Валоне производи нафту, природни гас, битумен и со. У последње време већи значај добија туризам.

## Становништво
| Година       |
| Становништво |
| ------------ |